# Крит и Киренаика
Крит и Киренаика (лат. Creta et Cyrenaica) је била сенаторска римска провинција, која је обухватала грчко острво Крит и Киренаику у данашњој источној Либији.
Главни град провинције је био Гортин (Gortyn), који се налазио на јужној обали Крита.
Назначајни град у провинцији је била Кирена у Либији.
Провинција је основана 20. године п.н.е и постојала је до 297. године.